# Bugatti La Voiture Noire
La Bugatti La Voiture Noire è una vettura supersportiva di lusso prodotta dalla casa automobilistica francese Bugatti. Si tratta di un esemplare unico, presentato in anteprima mondiale al salone di Ginevra 2019 come l'automobile più costosa al mondo. È stata realizzata per celebrare i 110 anni dalla fondazione del marchio, avvenuta nel 1909 ad opera di Ettore Bugatti.

## Contesto
La Voiture Noire rappresenta un omaggio alla Tipo 57 SC Atlantic disegnata da Jean Bugatti, figlio di Ettore Bugatti e prodotta dal 1936 al 1938 in quattro esemplari, dei quali solo tre furono venduti. La prima originariamente di colore grigio-blu, identificata con il numero di telaio 57 374 e conosciuta come "Rothschild Atlantic", fu acquistata dal banchiere britannico Victor Rothschild. La terza auto costruita, la "Holzschuh Atlantic" con numero di telaio 57 473, è stata consegnata al collezionista francese Jacques Holzschuh nell'ottobre del 1936. Il secondo proprietario morì in un incidente nei pressi di un passaggio a livello in cui l'automobile andò completamente distrutta. Decenni dopo è stata oggetto di un complesso restauro, sebbene il motore non potesse essere salvato. L'ultima Atlantic prodotta, la "Pope Atlantic", con identificativo 57 591 fu completata nel maggio del 1938 ed ebbe come primo proprietario il miliardario britannico Briton R.B. Pope. Questa vettura attualmente appartiene allo stilista statunitense Ralph Lauren.

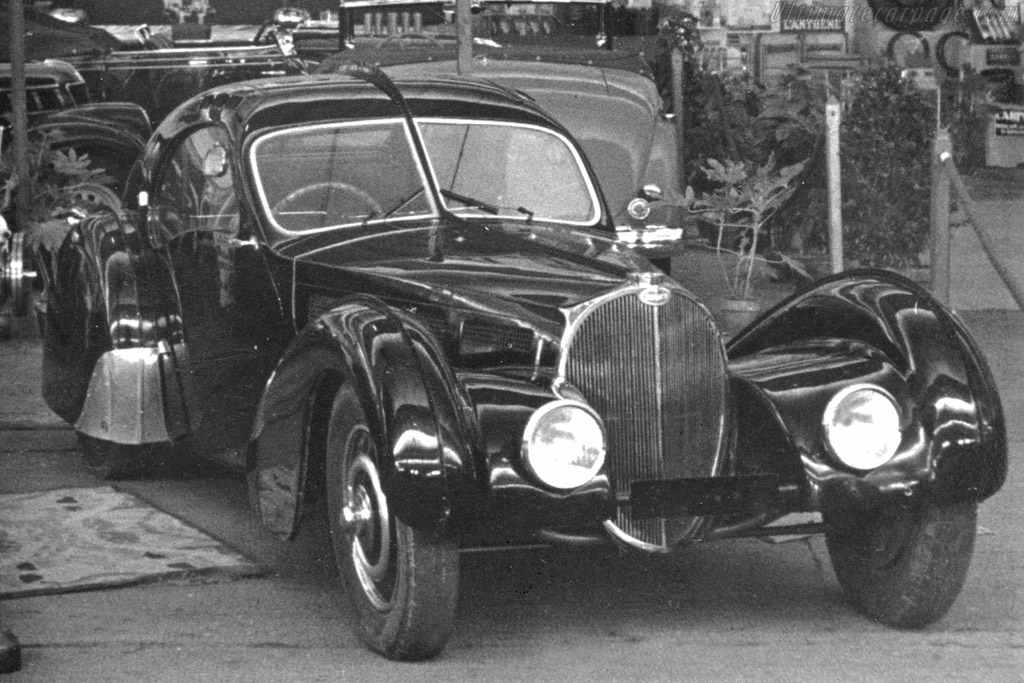
La Voiture Noire nel 1937

Il quarto esemplare, secondo in ordine di produzione, con numero di telaio 57 453, era "La Voiture Noire" (la macchina nera), l'automobile personale di Jean Bugatti, che la utilizzò come modello per le foto nei volantini e come auto dimostrativa per le esibizioni automobilistiche dell'epoca. Solo lui e alcuni suoi amici stretti, principalmente piloti Bugatti, ebbero l'onore di sedersi davanti al suo volante. Nel 1940, nel tentativo di strapparla alle fauci della seconda guerra mondiale, fu spedita da Molsheim a Bordeaux a bordo di un treno che non arrivò mai a destinazione e non fu più vista da allora. Questa vettura è una delle leggende Bugatti, la sua scomparsa uno dei più affascinanti misteri della storia dell'automobile. Secondo gli esperti di collezionismo, se fosse ritrovata potrebbe avere un valore di 100 milioni di euro.
La Tipo 57 SC Atlantic era costruita interamente a mano, con un'ossessiva attenzione ai dettagli, dai raffinati interni, alla carrozzeria dal disegno "a goccia", nata da una contaminazione concettuale tra l'art déco e l’industria aeronautica. Per le sue prestazioni è considerata la prima vettura supersportiva di lusso della storia. Con "La Voiture Noire" del 2019 Bugatti ha voluto riportare la velocità, la tecnologia, il lusso e lo stile di un'icona in una nuova era. È una coupé che unisce il comfort di una limousine alle prestazioni di una hypercar. Essa rappresenta un tributo alla storia della casa automobilistica, un manifesto della sua estetica e un pezzo di haute-couture automobilistico.

## Stile
È stata disegnata dalla mano del direttore del design di Bugatti Étienne Salomé, che, ispirandosi al capolavoro di Jean Bugatti, ha rivisitato esteticamente la Bugatti Chiron senza modificarne la piattaforma meccanica.

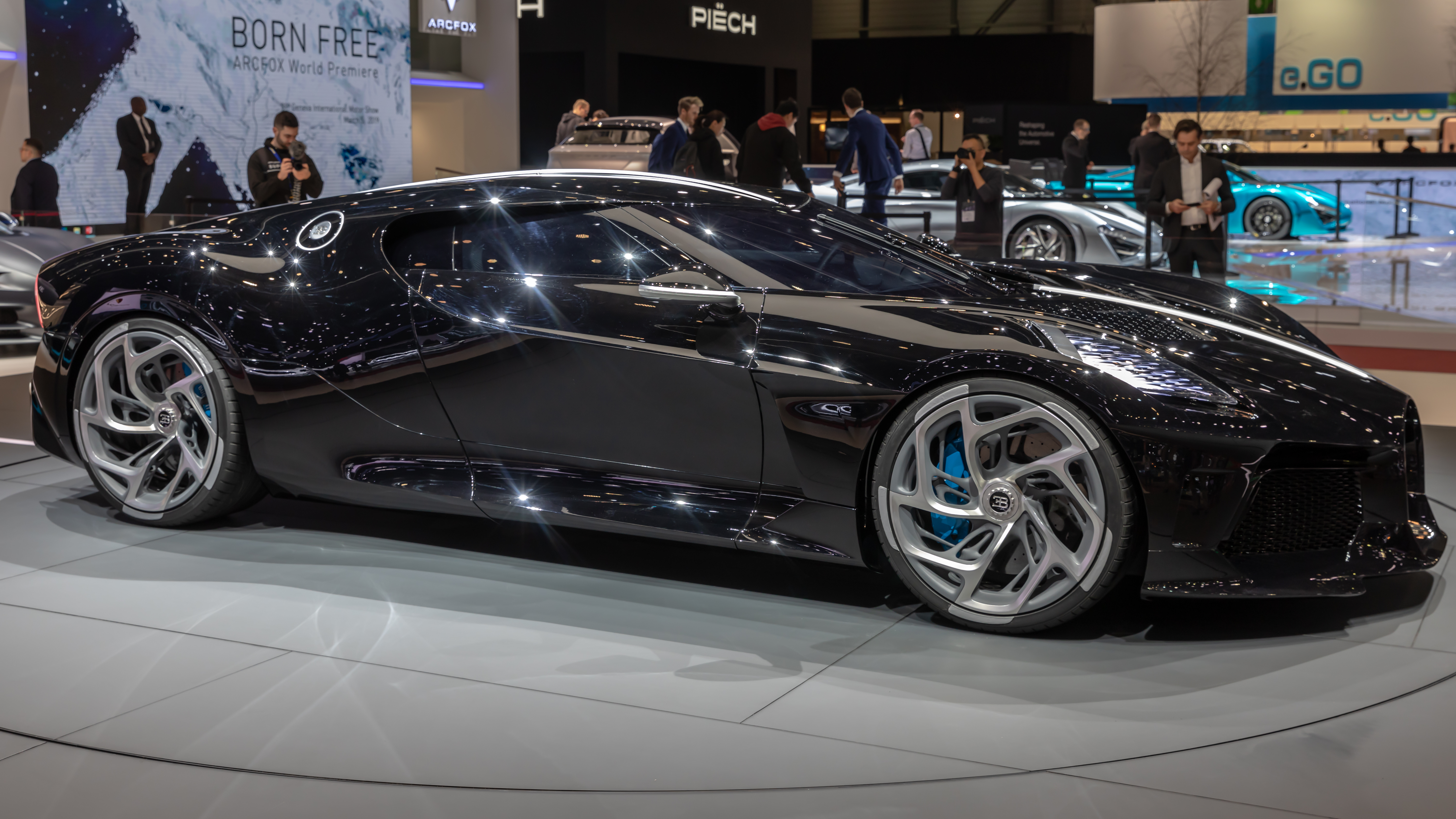
Bugatti La Voiture Noire al salone dell'automobile di Ginevra 2019

Il frontale allungato è simile a quello della Divo nello splitter inferiore, ma totalmente inedito per quanto riguarda i gruppi ottici e gli sfoghi sul cofano. Il naso sporgente si fonde con l'apertura pronunciata del radiatore a forma di ferro di cavallo, inconfondibilmente Bugatti. La fiancata è estremamente pulita, con una rivisitazione della "C Line" più morbida e raccordata con il tetto che fa da cornice al parabrezza e ai cristalli laterali ridisegnati e privi di montante a vista. Dal frontale fino alla coda è presente una pinna centrale realizzata in alluminio che replica l'elemento stilistico più particolare della Atlantic, anche se in questo caso non è funzionale come invece succedeva sul veicolo degli anni '30, in cui la metà sinistra e la destra della scocca erano rivettate insieme proprio in corrispondenza di quel particolare. Il posteriore è stato totalmente ridisegnato con un unico LED curvo per i gruppi ottici chiamato dal designer “Kiss Goodbye”, una copertura integrale che nasconde il motore W16, l'alettone attivo e i sei caratteristici terminali di scarico singoli. La scritta Bugatti con lettere maiuscole è stata infine integrata sopra la targa. La carrozzeria interamente in fibra di carbonio è realizzata a mano e verniciata in tinta Deep Black Gloss. I cerchi in lega hanno un design speciale.
Gli interni sono basati su quelli della Chiron, ma sono realizzati su misura e ancora non sono stati svelati.

## Caratteristiche tecniche
La Voiture Noire adotta lo stesso motore W16 quadriturbo della Chiron, che ha una cilindrata di 7993 cm³, una potenza di 1500 CV (1103 kW) e 1600 Nm di coppia.

## Curiosità
Il costo de La Voiture Noire è di 11 milioni di euro tasse escluse. Non è noto il nome del proprietario della vettura, anche se è stata avvistata a Zurigo con targa svizzera del cantone Zugo (zg) . Precedenti indiscrezioni indicavano Cristiano Ronaldo, già possessore di una Bugatti Chiron, e Ferdinand Piech, deceduto ex numero uno del gruppo Volkswagen e grande estimatore di Bugatti, quali compratori della vettura.

## Riconoscimenti
Il 26 maggio 2019 la Bugatti La Voiture Noire è stata premiata dai voti del pubblico del concorso d’eleganza di Villa d’Este come miglior concept dell'anno, assicurandosi così il Design Award 2019 di Villa d’Este.